# Frälsarens förklarings kyrka, Svetlahorsk
Frälsarens förklarings kyrka (belarusiska: Спаса-Праабражэнская царква; translitteration: Spasa-Praabrashenskaja tsarkva; kyrkslaviska: Спа́со-Преображенскаѧ це́рковь) är en belarusisk-ortodox kyrkobyggnad belägen i staden Svetlahorsk, i distriktet Svetlahorsk rajon i Homels voblast, i sydöstra Belarus.
Kyrkan är helgad åt Kristi förklaring och tillhör Homel stift i den Belarusisk-ortodoxa kyrkan.

## Historik
Frälsarens förklarings kyrka i Svetlahorsk började byggas 1998 oh stod klar 2006.

## Kyrkan
Kyrkan är gjord av tegel.

## Bilder

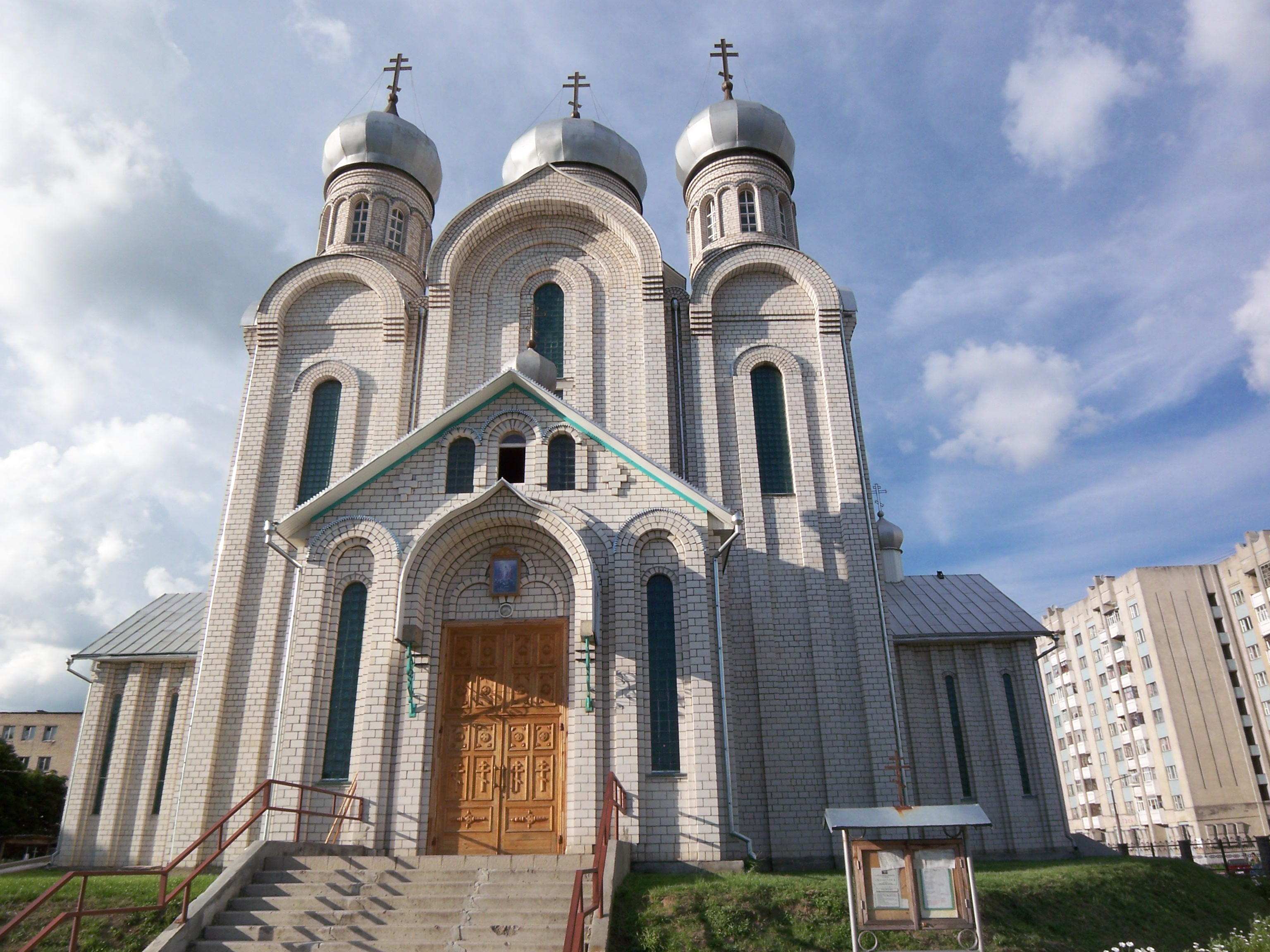
Närmare bild på entrén.